# Гриф (дирижабль)
Гриф — был построен немецкой фирмой Luftfahrzeug GmbH. Был куплен Российской империей и осенью 1910 года доставлен в Санкт-Петербург и уже в следующем году принят на вооружение.

## Описание
Гондола дирижабля подвешивались на тросах, которые протягивались через ролики.
Оболочка корабля вмешала два газовых баллонета, имела цилиндрическую форму с коническими концами.
На задней части оболочки крепилось хвостовое оперение: один вертикальный стабилизатор и два горизонтальных.

## История
Дирижабль поступил в десятую воздухоплавательную роту.
18 августа 1911 года, в одном из своих полётов, дирижабль потерял ориентировку. Вскоре экипаж всё-таки смог определить правильное направление и дирижабль устремился к посадочнму полю. При посадке был сломан один из пропеллеров.
Дирижабль отремонтировали, и он отправился в следующий полёт. Дирижабль уже летел, как вдруг был подхвачен нисходящим потоком воздуха. Судно ударилась о землю.
Вследствие утраты балласта дирижабль был облегчён, и неупровляемое воздушное судно взмыло вверх. С большим трудом экипаж корабля удалось спасти. Инцидент произошёл в Бердичеве.
Впоследствии дирижабль был передан в 3-й корпусной авиационный отряд Российского Императорского Воздушного флота на аэродром Лида. Вскоре дирижабль был вооружён двумя пулемётами «Максим».
Дирижабль был разобран в 1915 году.